# Lepanthes edentula
Lepanthes edentula är en orkidéart som beskrevs av Carlyle August Luer. Lepanthes edentula ingår i släktet Lepanthes och familjen orkidéer. Inga underarter finns listade i Catalogue of Life.